# Kozolupy
Kozolupy település Csehországban, a Észak-plzeňi járásban. Kozolupy Město Touškov, Myslinka, Vochov, Tlučná és Bdeněves településekkel határos. Lakosainak száma 1105 fő (2024. január 1.).

## Népesség
A település lakosságának változását az alábbi diagram mutatja:
| Lakosok száma | 767  | 651  | 947  | 1133 | 988  | 974  | 1021 | 1093 | 1043 | 1105 |
|               | 1869 | 1900 | 1921 | 1961 | 1980 | 2011 | 2016 | 2019 | 2021 | 2024 |